# Караєвське сільське поселення
Кара́євське сільське поселення (рос. Чадукасинское сельское поселение) — муніципальне утворення у складі Красноармійського району Чувашії, Росія. Адміністративний центр — село Караєво.

## Населення
Населення — 675 осіб (2019, 873 у 2010, 1082 у 2002).

## Склад
До складу поселення входять такі населені пункти:
| Населений пункт          | Населення, осіб (2002) | Населення, осіб (2010) |
| ------------------------ | ---------------------- | ---------------------- |
| Караєво, село            | 269                    | 239                    |
| Кюльхірі, присілок       | 206                    | 171                    |
| Сіньял-Караєво, присілок | 114                    | 95                     |
| Сірмапосі, присілок      | 258                    | 190                    |
| Сормхірі, присілок       | 235                    | 178                    |